# Volodymyrets (huyện)
Huyện Volodymyrets (tiếng Ukraina: Володимирецький район, chuyển tự: Volodymyretss’kyi raion) là một huyện của tỉnh Rivne thuộc Ukraina. Huyện Volodymyrets có diện tích 1949 kilômét vuông, dân số theo điều tra dân số ngày 5 tháng 12 năm 2001 là 61714 người với mật độ 32 người/km2. Trung tâm huyện nằm ở Volodymyrets.